# Isla Darwin (Galápagos)
Isla Darwin (englisch Culpepper Island) ist eine unbewohnte Insel, die im äußersten Nordwesten der zu Ecuador gehörenden Galapagosinseln liegt und mit einer Fläche von knapp über 1 km² gleichzeitig die nördlichste und westlichste Insel des Archipels ist. Sie wurde nach Charles Darwin benannt und entstand vor etwa 700.000 Jahren. Die nächstgelegene Insel ist Wolf und befindet sich 34 km weiter südlich. Auf der Insel leben viele Robben, Meeresleguane, Meeresschildkröten sowie zahlreiche Vogelarten, unter ihnen auch die Vampirfinken.

## Naturschutz
Die Insel steht unter weitreichendem Schutz der Nationalparkverwaltung, das Betreten ist streng verboten, Ausnahmegenehmigungen für Wissenschaftler oder Filmteams wurden in den letzten Jahren kaum noch erteilt. Einheimische Fischer können zeitlich und mengenmäßig befristete Fanglizenzen erwerben, dürfen aber nur mit Angeln, nicht mit Netzen und schon gar nicht mit Langleinen ihren Erwerb ausüben.
Etwa 2 km südöstlich der Insel rund um die Klippen am vorgelagerten Felsen Darwins Bogen liegt eines der interessantesten Tauchgebiete der Welt. Es ist besonders bekannt für die großen Schulen von Hammerhaien, die hier oft über 200 Tiere umfassen, aber auch andere Großfische wie Mantarochen, Adlerrochen, Kuhnasenrochen, Riffhaie, Walhaie können hier in großer Zahl beobachtet werden. Die sehr fischreichen Gewässer rund um die Insel werden von großen Delfin-Populationen (verschiedene Unterarten) bewohnt, Orcas und andere Wale ziehen häufig vorbei.
Auch für die Sporttaucher gelten hier strenge Regeln; nur wenigen Reiseveranstaltern werden Lizenzen erteilt.
Regelmäßige Patrouillenfahrten der Nationalparkverwaltung und der ecuadorianischen Küstenwache sollen die Einhaltung der Regeln durch Fischer und Taucher sicherstellen.